# Samoans
Les Samoans (en samoan : tagata Sāmoa) sont le peuple polynésien indigène des îles Samoa, un archipel de Polynésie, qui parle la langue samoane. Les îles d'origine du groupe sont politiquement et géographiquement divisées entre l'État indépendant des Samoa et les Samoa américaines, un territoire non incorporé des États-Unis d'Amérique. Bien que divisé par une frontière nationale, la culture et la langue sont les mêmes.

## Histoire
Les premiers contacts avec les Européens sont établis au XVIIIe siècle. Le christianisme est officiellement introduit avec l'arrivée de missionnaires chrétiens de la London Missionary Society en août 1830.
Au début du XXe siècle, les îles Samoa sont successivement colonisées par l'Allemagne, la Grande-Bretagne et les États-Unis. Les îles Tutuila et Aunu'u ont été colonisées par les États-Unis et plus tard rejointes par le royaume de Manu'a, en 1904, pour devenir l'actuel territoire des Samoa américaines. Les îles occidentales sont devenues les Samoa allemandes. En 1914, l'armée néo-zélandaise occupent les îles sous contrôle allemand, les renommant Samoa occidentales. Les Samoa occidentales retrouvent leur indépendance le 1er janvier 1962. En 1997, elles changent officiellement leur nom en Samoa.

## Culture

### Tatouage

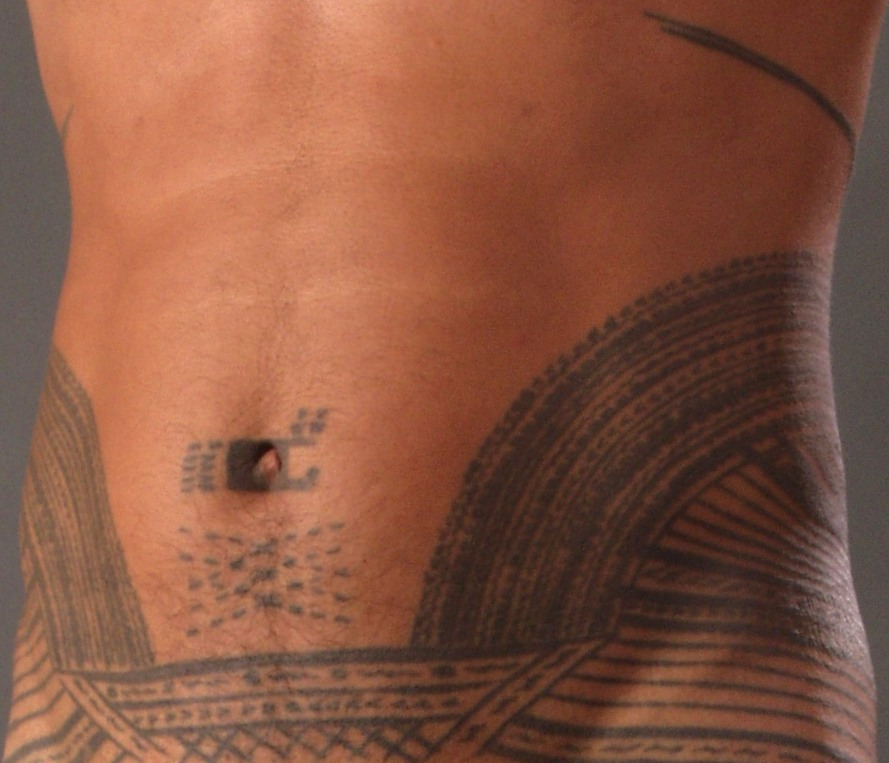
Pe'a samoan

Le tatouage samoan traditionnel (tatau), le pe'a (tatau masculin), le malu (tatau féminin), démontrent les liens étroits que de nombreux Samoans ressentent pour leur culture. Les Samoans pratiquent l'art du tatouage des hommes et des femmes depuis plus de 2 000 ans. À ce jour, le « tatouage d'homme » couvre traditionnellement le milieu du dos, les côtés et les flancs, jusqu'aux genoux. Le « tatouage de femme » est moins étendu. Les motifs géométriques sont basés sur des conceptions anciennes qui dénotent souvent le rang et le statut. Le va'a (canoë), par exemple, s'étend sur le milieu du dos d'un homme.

### Sports
Les athlètes d'origine samoane sont largement connus pour leur succès dans les sports de contact tels que le football américain, le rugby à XV, le Rugby à XIII, la boxe, le catch et les arts martiaux mixtes. On dit que les Samoa produit l'un des plus grands nombres de joueurs de rugby de haut niveau par habitant. Les Samoa américaines produisent le plus grand nombre de joueurs de la NFL et ont été surnommées « l'île du football » par les entraîneurs et les médias du continent. On estime qu'un garçon né de parents samoans a 56 fois plus de chances d'entrer dans la NFL que tout autre garçon en Amérique.